# Mr. Hans van Mierlo Stichting
De Mr. Hans van Mierlo Stichting (VMS) is het wetenschappelijk bureau van de Nederlandse politieke partij D66.
De stichting is gevestigd in Den Haag en heeft als doel een onafhankelijke denktank te zijn die zich inzet voor de verdieping van het sociaal-liberale gedachtegoed van D66. Hiernaast draagt de Van Mierlo Stichting door middel van onderzoek bij aan de verdieping en vernieuwing van het partijprogramma van D66. Binnen deze rollen is de stichting onafhankelijk van D66, maar ze biedt regelmatig ondersteuning aan de partij door middel van publicaties en het organiseren van evenementen.

## Geschiedenis en naamgever
De Mr. Hans van Mierlo Stichting is een voortzetting van het Kenniscentrum D66 (2003-2011), dat op zijn beurt een voortzetting was van de Stichting Wetenschappelijk Bureau D'66 (1972-2003). Sinds 27 april 2011 heet het wetenschappelijk bureau van D66 de Mr. Hans van Mierlo Stichting.
Het bureau is vernoemd naar Hans van Mierlo (1931-2010). Van Mierlo had als medeoprichter en bekendste voorman van D66 grote invloed op het denken en handelen van D66.

## Missie en activiteiten
De Mr. Hans van Mierlo Stichting heeft als doel om het sociaal-liberale gedachtegoed verder te ontwikkelen en te verspreiden. Dit doet zij door middel van toegepast onderzoek naar maatschappelijke vraagstukken; het organiseren van lezingen en workshops en het publiceren van het tijdschrift Idee.
Jaarlijks organiseert de stichting de Marchantlezing, vernoemd naar vrijzinnig-democratisch politicus Hendrik Pieter Marchant (1869-1956), waarbij een internationaal gerenommeerde spreker reflecteert op het sociaal-liberalisme. Sprekers uit het verleden waren onder meer Anne Applebaum, Jan-Werner Müller, Yascha Mounk, Glen Weyl en Mariana Mazzucato.

## Publicaties
Het onderzoek dat de Mr. Hans van Mierlo Stichting publiceert probeert voornamelijk om een maatschappelijk, politiek of historisch onderwerp in nieuw licht te zetten vanuit een sociaal-liberaal perspectief. Hierbij wordt grotendeels gekeken naar de grote maatschappelijke uitdagingen. Zo deed de stichting onder meer onderzoek naar robotisering, de toekomst van Europa en kansenongelijkheid.
Naast onderzoek publiceert de Mr. Hans van Mierlo Stichting drie keer per jaar haar tijdschrift Idee, wat per editie door middel van essays en artikelen dieper in gaat op actuele thema’s zoals onderwijs en politieke cultuur. De Mr. Hans van Mierlo Stichting startte als eerste wetenschappelijk bureau van een politieke partij een eigen podcast (Appèl).
De stichting speelt tevens een centrale rol in de totstandkoming van verkiezingsprogramma's van D66. Ze voert het secretariaat van de programmacommissie en geldt als bewaker van sociaal-liberale waarden.

## Organisatie
(Voormalig) directeuren van de Mr. Hans van Mierlo Stichting (voorheen Kenniscentrum D66/Stichting Wetenschappelijk Bureau D’66) zijn onder meer:
- Afke Groen (2022-heden)[3]
- Coen Brummer (2018-2022)[4]
- Joost Sneller (2016-2017)
- Frank van Mil (2007-2016)
- Gert van Dijk (2005-2007)
- Diederik van der Hoeven (1981-1990)
- Erwin Nypels (1973-1975)

De Mr. Hans van Mierlo Stichting legt verantwoording af aan een bestuur. De huidige voorzitter is oud-staatssecretaris van Financiën Menno Snel.